# I Know Where It's At
I Know Where It's At is een nummer van de Britse meidengroep All Saints uit 1997. Het is de eerste single van hun titelloze debuutalbum.
Het nummer bevat een sample uit "The Fez" van Steely Dan, vandaar dat Walter Becker en Donald Fagen ook op de credits vermeld staan. Het nummer werd een grote hit in het Verenigd Koninkrijk, waar het de 4e positie behaalde. In de Nederlandse Top 40 bereikte het nummer de 33e positie, en in de Vlaamse Ultratop 50 de 37e.